# The Fletcher Memorial Home
«The Fletcher Memorial Home» (с англ. — «Флетчерский Мемориальный дом») — песня британской прогрессивной рок-группы Pink Floyd с альбома The Final Cut (1983 г.). Это восьмая композиция на альбоме, между «Get Your Filthy Hands Off My Desert» и «Southampton Dock». Песня также включена в сборники Pink Floyd Echoes: The Best of Pink Floyd и A Foot in the Door — The Best of Pink Floyd.

## История
Take all your overgrown infants away somewhere

And build them a home, a little place of their own.

The Fletcher Memorial

Home for Incurable Tyrants and Kings.
Песня о разочаровании Уотерса мировым руководством после Второй мировой войны. В ней упоминаются многие мировые лидеры по именам (Рональд Рейган, Александр Хейг, Менахем Бегин, Маргарет Тэтчер, Иэн Пейсли, Леонид Брежнев, Джозеф Маккарти и Ричард Никсон), предполагая, что эти «колониальные расточители жизни и здоровья» будут помещены в специально созданный дом престарелых. Он называет всех мировых лидеров «великовозрастными младенцами» и «неизлечимыми тиранами» и предполагает, что они не способны понимать ничего, кроме насилия или собственных лиц на телеэкране.
В заключительных строках рассказчик песни собирает всех «тиранов» в Мемориальном доме Флетчера и представляет, как применяет к ним «Окончательное решение».
Флетчер в названии песни назван в честь и в память об отце Роджера Уотерса, Эрике Флетчере Уотерсе, который был убит во время Второй мировой войны в Анцио.
Сцены Мемориального дома Флетчера в фильме «The Final Cut» были сняты в Forty Hall в Энфилде.

## Отзывы критиков
В рецензии на The Final Cut Патрик Шейб из PopMatters описал «The Fletcher Memorial Home» как «величественный, но неуклюжий».

## Участники записи
- Роджер Уотерс — вокал, бас-гитара
- Дэвид Гилмор — гитара
- Ник Мэйсон — барабаны
- Лондонский Национальный филармонический оркестр — оркестровка
- Майкл Кэймен — пианино, аранжировка